# František Josef Čížek
František Josef Čížek (21. února 1818 Uhříněves – 13. května 1887 Praha) byl český divadelní herec a režisér a ředitel kočovné divadelní společnosti, významná postava rozvoje českého divadla. Od roku 1853 působil mimo jiné jako herec v souboru vedeného Filipem Zöllnerem a Josefem Kajetánem Tylem. Stal se rovněž jedním z prvních českých divadelních režisérů v době rodícího se českého profesionálního divadla.

## Život

### Mládí
Narodil se v Uhříněvsi nedaleko Prahy v rodině poklasného (panského nádeníka) zaměstnaného na panství Lichtenštejnů. Podle přání otce odešel roku 1827 ke kněžskému učení do Štolmíře u Českého Brodu k děkanu Markociovi. Po smrti svého učitele se přestěhoval k majetné příbuzné do Prahy, kde do 1834 navštěvoval farní školu u kostela sv. Štěpána na Novém Městě. Knězem se však nestal, posléze se vyučil truhlářem a řezbářem. V Praze se nadchl pro divadlo a od roku 1840 začal realizovat s místními ochotníky divadelní představení, povětšinou česky hraná.

### Prokopova společnost
Roku 1849 se stal členem nově založeného českého souboru První divadelní společnost česká pro venkov, někdy nazývaná také Národní divadlo pro venkov Josefa Aloise Prokopa kočujícího po Čechách a Moravě. Žádné takové uskupení v Rakouském císařství neexistovalo, drtivá většina divadelního života v Čechách byla soustředěna v Praze, kde beztak převažovala německá produkce. Aktivita spolku měla rovněž podnítit činnost nových českých hereckých uskupení a také příprava českého divadelního publika pro budoucí vznik kamenné budovy a stálého souboru Národního divadla. Vznik společnosti umožnily politické změny po roce 1848 a vznik první rakouské ústavy.
První představení společnost sehrála 17. listopadu 1849 v Chrudimi, následně přechodně pobývala a hrála také v Litomyšli, Jaroměři, Novém Městě nad Metují, Netolicích a několika dalších sídlech ve východních, středních a jižních Čechách, nebo též roku 1852 v etnicky většinově německém Brně. I díky své dlouholeté divadelní zkušenosti byl Čížek v souboru angažován jako režisér. Ve svých počátcích čítala na 20 herců, s postupným úpadkem společnosti se jejich počet snižoval. Členy souboru byli kromě Prokopa a Čížka také například J. Jelínek, J. Krämer, A. Mušek, Společnost zde odehrála řadu repríz inscenací dramat od J. K. Tyla, dále od Václava Klimenta Klicpery, Jana Nepomuka Štěpánka (včetně jeho překladů dramat), ale též například Friedricha Schillera. Rovněž hrála též loutková představení lehčích žánrů.

### Zöllnerova společnost

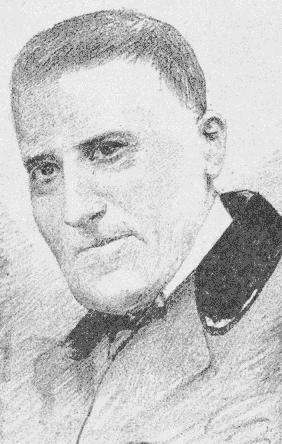
Divadelní ředitel a herec Filip Zöllner (kresba J. R. Vilímka)

Posléze Čížek od Prokopovy společnosti odešel a stal se členem kočovného souboru Josefa Kullase. Roku 1853 se přidal k Herecké společnosti Filipa Zöllnera, která se ze Stavovského divadla vyčlenila a začala naplno kočovat, hlavně s českým repertoárem, umělecky vedeného dramatikem Josefem Kajetánem Tylem a Josefem Štanderou. Finančně ji zajistil herec a režisér Filip Zöllner, Tyl vykonával funkci uměleckého vedoucího, Štandera zajišťoval technické a finanční vedení souboru. Členy hereckého souboru byli kromě Čížka, Zöllnera, Tyla a Štandery (v epizodních rolích) například Magdalena Forchheimová, František Krumlovský, Anna Forchheimová-Rajská , E. Rott, A. Mušek, Josef Emil Kramuele, František Pokorný, později V. Svoboda, jako velmi mladý v zde působil též F. F. Šamberk, pozdější úspěšný dramatik. Roku 1853 nechal Zöllner pro svou společnost vystavět mohutnou dřevěnou divadelní arénu na Střelnici v Hradci Králové pro několik set diváků. Dramaturgie repertoáru byla orientována primárně na početné česky mluvící publikum ve městě.
Společnost odehrála řadu repríz inscenací dramat od dramaturga společnosti Tyla, dále Klicpery, Štěpánka, F. B. Mikovce, Rodericha Benedixe, rovněž například Schillera. Soubor začal jako jeden z prvních nabízet profesionální představení v češtině a slavil velké komerční úspěchy. Čížek vynikal především mimořádnou univerzalitou charakterů mužských postav, zejména pro svůj komediální talent byl mezi publikem oblíbený. Blízce se přátelil s J. K. Tylem a sdílel jeho pohled na divadlo jako klíč k propagaci jazyka a české národní myšlenky.

### Čížkova společnost
Čížek od společnosti na čas odešel a působil u Szeningova kočovného divadla, poté se vrátil zpět k Zöllnerově společnosti. Roku 1863 pak během hostování v Plzni Zöllner zemřel. Kramuele následně založil vlastní divadelní společnost, do které přešli původní členové Zöllnerovy skupiny. Původní společnost pokračovala pod vedením vdovy Elišky Zöllnerové byla přejmenovana na Hereckou společnost Elišky Zöllnerové.
Společnost uváděla hry v němčině a češtině, postupně začal převažovat český repertoár. Zpočátku své existence kočovala především po českých venkovských regionech. Roku 1866. Hned v počátku se divadlo ocitlo na pokraji zániku vinou prusko-rakouské války, k její rozpuštění nakonec definitivně došlo roku 1868. Čížek byl následně angažován u jiných společnosti, mj. Pavla Švandy ze Semčic, roku 1876 pak znovuobnovil svou divadelní společnost, kterou vedl až do své smrtí.

### Úmrtí
František Josef Čížek zemřel 13. května 1887 v Praze ve věku 69 let.
Jeho manželkou byla divadelní herečka Marie Bělská, se kterou měl několik dětí. Bělská zemřela roku 1866. Čížkovým zetěm byl herec a divadelní ředitel Tomáš Kratochvíl.